# Oliver Batista-Meier
Oliver Batista-Meier (* 16. Februar 2001 in Kaiserslautern) ist ein deutsch-brasilianischer Fußballspieler. Er steht seit Juli 2025 beim SC Preußen Münster unter Vertrag. Batista-Meier wurde 2018 mit der Fritz-Walter-Medaille in Silber ausgezeichnet und ist deutscher Nachwuchsnationalspieler.

## Karriere

### Vereine

#### Anfänge
Batista-Meier wurde größtenteils in seiner Geburtsstadt beim 1. FC Kaiserslautern ausgebildet. Als 15-Jähriger wechselte er zum FC Bayern München in dessen Nachwuchsakademie, die Ablösesumme soll bei 500.000 Euro gelegen haben. In der Saison 2016/17 gewann er mit der U17 des FC Bayern München nach einem 2:0 über Werder Bremen die Deutsche B-Junioren-Meisterschaft. Ein Jahr später wurde er fest in den A-Jugend-Kader integriert und nahm mit der Mannschaft am DFB-Juniorenpokal teil, wo der FC Bayern München jedoch im Achtelfinale an Batista-Meiers altem Klub Kaiserslautern scheiterte. Durch seine Leistungen auf Vereinsebene und in den Jugendnationalmannschaften wurde Batista-Meier 2018 die Fritz-Walter-Medaille in Silber verliehen.
Die Saison 2018/19 absolvierte er als fester Bestandteil der U19, verpasste jedoch mehrere Spiele wegen einer Knöchelverletzung. Zudem kam er zu Beginn der Regionalligaspielzeit zu einem Kurzeinsatz für die zweite Mannschaft.

#### Erste Profierfahrungen

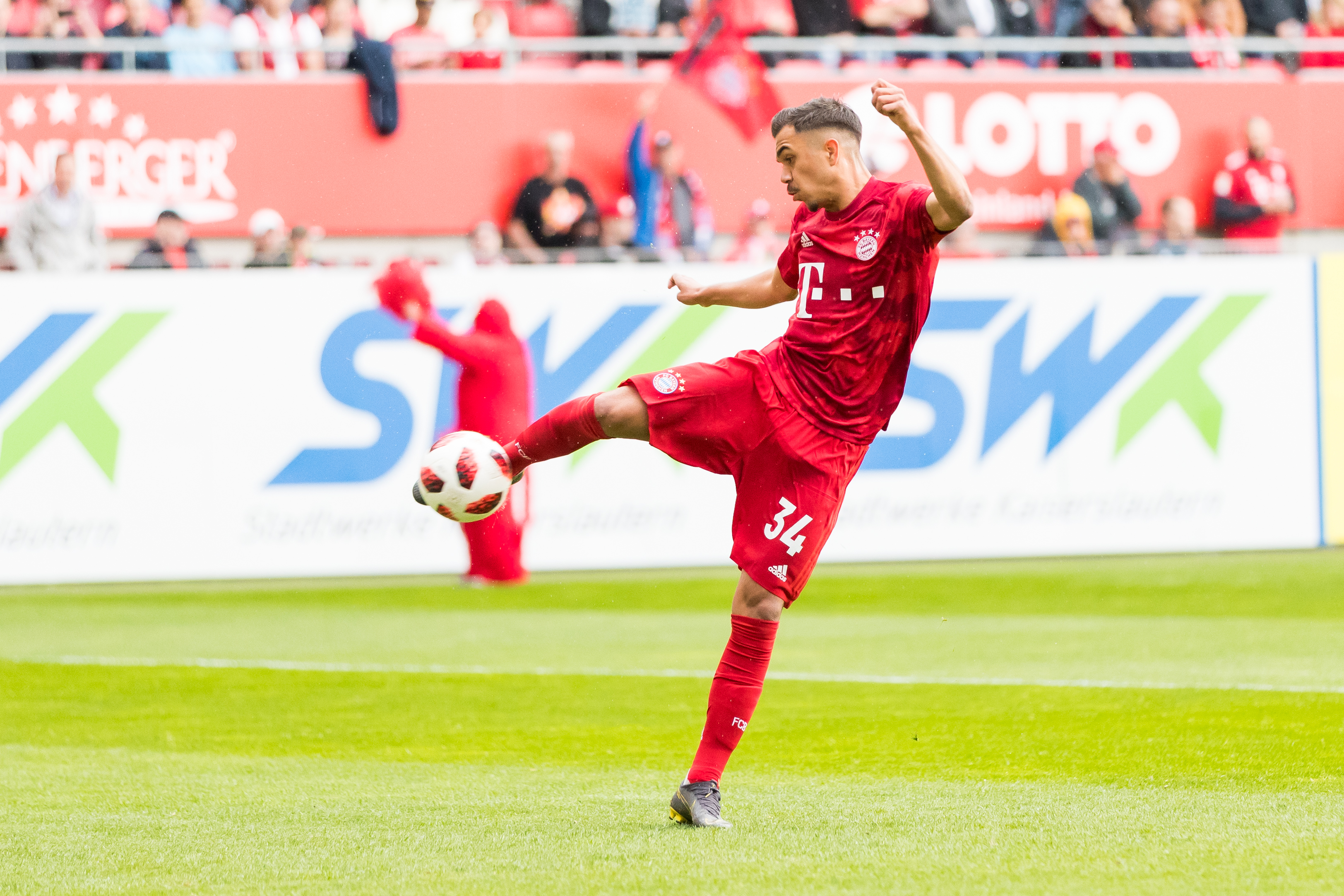
Batista-Meier beim FC Bayern München (2019)

Zur Saison 2019/20 wurde Batista-Meier nach dem Aufstieg der zweiten Mannschaft in die 3. Liga dauerhaft in deren Kader aufgenommen. Er wurde dort von seinem ehemaligen A-Jugend-Trainer Sebastian Hoeneß trainiert, der die Mannschaft von Holger Seitz übernahm. Parallel kam er weiter in der A-Junioren-Bundesliga und der UEFA Youth League zum Einsatz. Vom neuen Cheftrainer der Profimannschaft, Hansi Flick, wurde Batista-Meier Mitte November 2019 gemeinsam mit Leon Dajaku, Sarpreet Singh und Joshua Zirkzee in den Profikader integriert. Bis zur Winterpause stand er bei zwei Bundesligaspielen im Spieltagskader, ohne eingewechselt zu werden. Auch das Wintertrainingslager in Doha, Katar absolvierte Batista-Meier mit den Profis. Am 17. Spieltag der Saison 2019/20 schoss er beim 6:0 des FC Bayern München gegen die U19 der TSG 1899 Hoffenheim fünf Tore, was vor ihm noch keinem in der Ligastaffel Süd/Südwest gelungen war. Nach dem vorzeitigen Abbruch der Spielzeit stand die U19-Mannschaft des FC Bayern München nach Anwendung der Quotientenregel als Staffelsieger fest, Batista-Meier hatte in 11 Spielen 12 Tore sowie sieben Vorlagen beigesteuert. Sein Bundesligadebüt gab er am 30. Mai 2020 (29. Spieltag) beim 5:0-Sieg im Heimspiel gegen Fortuna Düsseldorf mit Einwechslung für Serge Gnabry in der 78. Minute. Für die zweite Mannschaft absolvierte er 18 Drittligaeinsätze (14-mal von Beginn), in denen er 4 Tore zum Gewinn der Meisterschaft beisteuerte.
Zur Saison 2020/21 wechselte Batista-Meier für ein Jahr auf Leihbasis zum niederländischen Erstligisten SC Heerenveen. Dort konnte er sich jedoch nicht durchsetzen. Batista-Meier kam 15-mal (10-mal in der Startelf) zum Einsatz und erzielte ein Tor.
Zur Saison 2021/22 kehrte Batista-Meier zum FC Bayern zurück. Der neue Cheftrainer Julian Nagelsmann fand keine Verwendung für ihn, da auch er auf Thomas Müller hinter dem Angriff sowie hauptsächlich auf Leroy Sané und Serge Gnabry auf den Außenbahnen setzte. Folglich wurde Batista-Meier in die zweite Mannschaft integriert, die in der Vorsaison wieder in die Regionalliga Bayern abgestiegen war. Bis zur Winterpause kam er unter Martín Demichelis in allen 24 Spielen (22-mal in der Startelf) auf dem Flügel zum Einsatz, erzielte 12 Tore und bereitete acht weitere vor.

#### Zwischen Dresden und Verl
Anfang Januar 2022 wechselte Batista-Meier in die 2. Bundesliga zu Dynamo Dresden. Er unterschrieb einen Vertrag bis zum 30. Juni 2025. Er kam bis zum Saisonende unter Alexander Schmidt und dessen Nachfolger Guerino Capretti auf 13 Zweitligaeinsätze und stand 8-mal in der Startelf. Dynamo Dresden konnte nach der Winterpause kein Ligaspiel gewinnen und belegte in der Rückrundentabelle den letzten Platz. Daher musste man auf dem 16. Platz die Relegationsspiele gegen den 1. FC Kaiserslautern bestreiten. Batista-Meier kam bei der 0:2-Niederlage im Rückspiel zum Einsatz, in dem Dynamos Abstieg in die 3. Liga entschieden wurde. In der Saison 2022/23 kam er bis zur Winterpause unter dem neuen Cheftrainer Markus Anfang lediglich viermal zu Kurzeinsätzen als Einwechselspieler.
Im Januar 2023 wechselte Batista-Meier während der Winterpause bis zum 30. Juni 2024 auf Leihbasis zum Ligakonkurrenten SC Verl. Unter Michél Kniat kam er bis zum Saisonende 8-mal zum Einsatz (2-mal in der Startelf) und trug mit einem Tor zum Klassenerhalt bei. Die Dresdner verpassten unterdessen den Wiederaufstieg in die 2. Bundesliga. In der Saison 2023/24 etablierte sich Batista-Meier unter dem neuen Cheftrainer Alexander Ende zum Stammspieler. Bis zur Winterpause erzielte er in 20 Ligaeinsätzen (17-mal in der Startelf) 9 Tore.
Daraufhin beendete Dynamo Dresden die Leihe vorzeitig, sodass Batista-Meier zum Beginn der Wintervorbereitung im Januar 2024 zurückkehrte. Im Februar 2024 wechselte er auf Leihbasis in die Schweiz zum Grasshopper Club Zürich.
Am 15. Januar 2025 wurde seine Verpflichtung auf der Website des SSV Ulm 1846 bekannt, der ihn mit einem bis zum 30. Juni 2027 datierten Vertrag ausstattete. Nach dem Abstieg der Ulmer aus der 2. Bundesliga am Ende der Spielzeit 2024/25 wechselte Batista-Meier am 1. Juli 2025 zu Preußen Münster.

### Nationalmannschaft
Bislang lief Batista-Meier 28-mal für Nachwuchsnationalmannschaften des DFB auf. Mit der U17-Nationalmannschaft nahm er an der EM 2018 teil, schied mit ihr jedoch bereits in der Gruppenphase aus.
Bis zu einem eventuellen A-Pflichtspieleinsatz für Deutschland wäre er auch für die Nationalmannschaft Brasiliens spielberechtigt. Für dessen U20-Nationalmannschaft wurde er im November 2019 für ein freundschaftliches Dreiländerturnier, an dem auch Peru und Kolumbien teilnahmen, nominiert, von Nationaltrainer André Jardine jedoch nicht eingesetzt.

## Erfolge
Erfolge
- Deutscher Meister: 2020
- DFB-Pokal-Sieger: 2020 (ohne Einsatz)
- Deutscher Drittligameister: 2020
- Aufstieg in die 3. Liga: 2019
- Meister der Regionalliga Bayern: 2019
- Deutscher B-Junioren-Meister: 2017
- Meister der A-Junioren-Bundesliga Süd/Südwest: 2017, 2020
- Meister der B-Junioren-Bundesliga Süd/Südwest: 2017, 2018

Auszeichnungen
- Preisträger der Fritz-Walter-Medaille 2018 in Silber

## Sonstiges
Batista-Meier wurde als Sohn eines deutschen Vaters und einer brasilianischen Mutter in Kaiserslautern geboren.